# Aerangis somalensis
Aerangis somalensis es una orquídea epífita originaria de África.

## Distribución y hábitat
Se encuentra  en Etiopía, Somalia, Kenia, Tanzania, Malaui, Zimbabue y Sudáfrica en Transvaal en alturas de 1000 a 1800 m s. n. m., en matorrales cerca de arroyos y bosques en las zonas secas.

## Descripción
Es una planta pequeña de tamaño que prefiere clima caliente a fresco, es epífita, con tallos cortos  con  2 a 6 hojas oblongo-liguladas a sub-orbiculares, con el  ápice bi-lobulado de manera desigual, lóbulos agudos, son de color verde oscuro a morado. Florece en una inflorescencia  axilar de 10 a 20 cm de largo con pocas a muchas [de 2 al 17] flores de 2.5 cm de ancho.

## Taxonomía
Aerangis somalensis fue descrita por (Schltr.) Schltr.  y publicado en Beihefte zum Botanischen Centralblatt 36: 120. 1918.
Etimología
El nombre del género Aerangis procede de las palabras griegas: aer = (aire) y angos = (urna), en referencia a la forma del labelo.
somalensis: epíteto geográfico que alude a su localiación en Somalia.
Sinonimia
- Angraecum somalense Schltr. 1906[1][3][4]